# Prumnopitys montana
Prumnopitys montana là một loài thực vật hạt trần trong họ Thông tre. Loài này được (Humb. & Bonpl. ex Willd.) de Laub. miêu tả khoa học đầu tiên năm 1978.